# Bellö landskommun
Bellö landskommun var tidigare en kommun i Jönköpings län.

## Administrativ historik
När 1862 års kommunalförordningar trädde i kraft den 1 januari 1863 inrättades i Sverige cirka 2 400 landskommuner samt 89 städer och ett mindre antal köpingar.
Då inrättades i Bellö socken i Södra Vedbo härad i Småland denna kommun.
Vid kommunreformen 1952 uppgick denna landskommun i Ingatorp.
1971 uppgick sedan denna kommunen i den nybildade Eksjö kommun